# Hermann Gruson
Hermann Gruson (1821-1895), fabricant de màquines i fonedor, fou un industrial alemany del segle xix. El 1855 va establir a Magdeburg una societat d'armament naval, que de seguida es va transformar en una foneria per a elements del ferrocarril i armes, va adquirir el seu principal rival, la casa Krupp, i que més endavant va esdevenir un museu.

## Biografia

### Orígens
Després de la revocacció de l'Edicte de Nantes el 1685, una branca de la família Gruson de 
Fleurbaix, a Flandres, conduïda per Matthis Gruson, casat amb Elisabeth Roseau, va partir cap a Mannheim, i després cap a Magdeburg. És aquí on va créixer el descendent d'aquests hugonots, Louis Abraham Gruson, el seu pare, i on va néixer el 1821 Hermann Gruson.

### Empresari
Un segle i mig després d'aquest dolorós episodi migratori, Hermann Gruson té 34 anys quan llança la seva pròpia empresa, la Grusonwerk, fundada el 1855 a Buckau, prop de Magdeburg. La societat fou al començament un taller de construcció de vaixells. Enginyer de formació, Hermann Gruson va començar la seva carrera com a director tècnic d'una companyia de navegació a vapor. Sensible a les innovacions tècniques i desitjós de competir amb els Krupp, va instal·lar de seguida a la seva fàbrica tallers per a la construcció de màquines, llavors foneries, i ben aviat la "fosa Gruson", primera colada amb refredament.
El 6 de març de 1883, Hermann Gruson recupera a França una patent d'invenció per a un sistema de carreta cuirassada amb tronera mínima, que explota a la seva foneria. Llavors es refreden les seves relacions amb el govern alemany. La seva vídua i els seus hereus perdran un procés durant el qual la justícia dirà que les patents de Hermann Gruson varen ser confiscades i que els seus descobriments eren de domini públic.
El 1893, el govern alemany, creient que la rivalitat entre les indústries Krupp i Gruson no les col·loca en estat d'inferioritat amb els establiments estrangers, provocà la seva unió: ambdues cases, Krupp i Gruson, es fusionen per un període de 25 anys, operació realitzada sota els auspicis de Fritz Krupp, qui realitza així la seva visió mitjançant la compra del seu principal competidor. La nova societat conservarà el nom Gruson-Krupp durant mig segle. El seu germà petit Otto Gruson va fundar també el 1871 la seva pròpia empresa, que serà comprada per Buckau-Wolf el 1930.

### Cactòfil

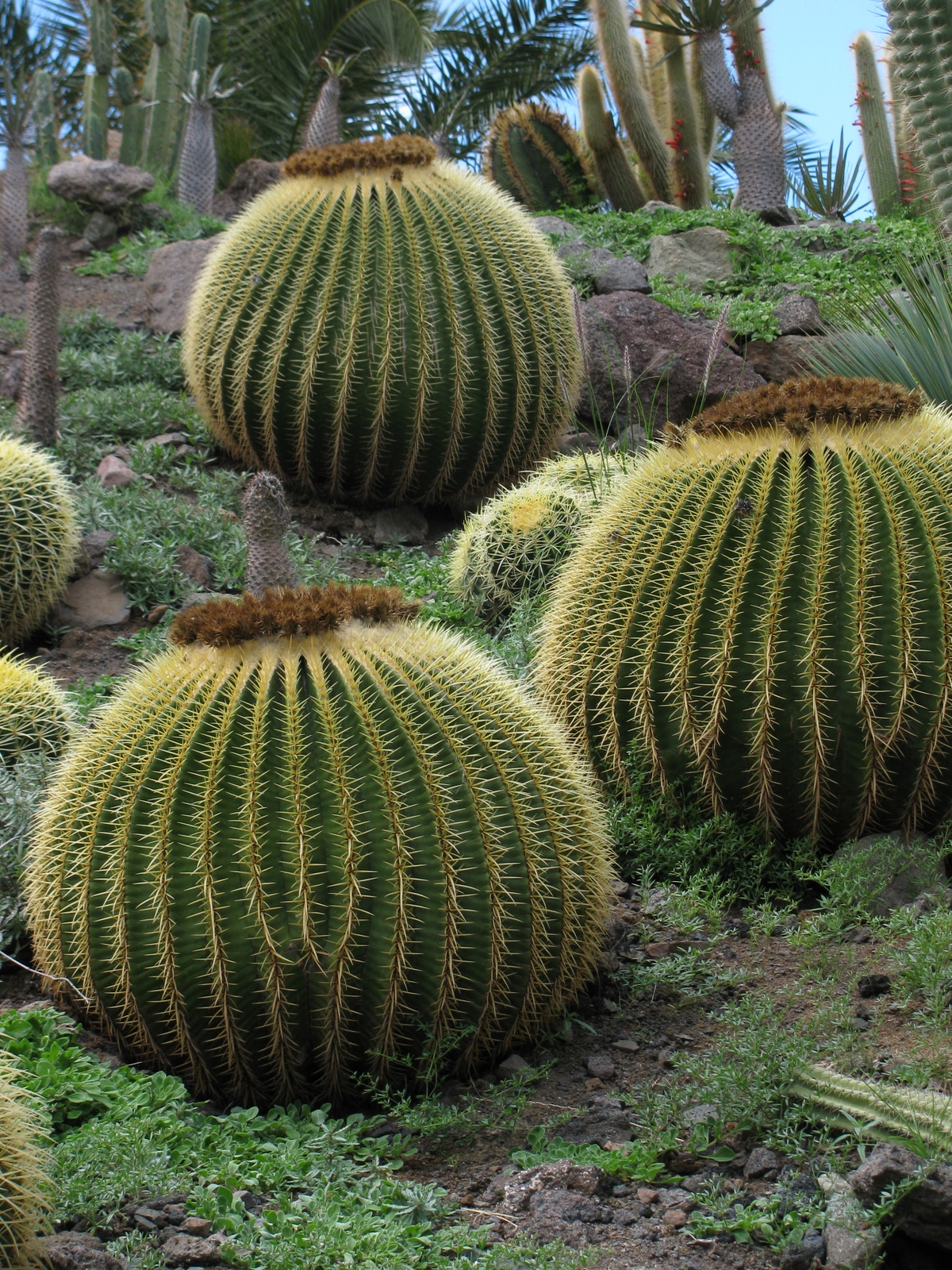
Spécimens dEchinocactus grusonii aux Grandes Canaries

Apassionat de l'estudi dels cactus, Hermann Gruson va reunir una de les més belles col·leccions de cactus del segle segle xix, aplegada en una serra de Magdeburg. El seu nom ha quedat en un d'ells, l'Echinocactus grusonii, originari del centre de Mèxic, de les províncies San Luis Potosí i Hidalgo.